# 김철수 (1906년)
김철수(金銕洙, 1906년 12월 2일 부여 - 1973년 7월 3일)는 대한민국의 제헌 국회의원이다.

## 약력
- 일본 와세다대학교 정치학과 졸업
- 1948년 5월 10일 : 제헌 국회의원(충남 부여을)

## 역대 선거 결과
|  | 36.62% |

|  | 11.30% |

|  | 9.02% |

## 참고자료
- 《대한민국 의정총람》, 국회의원총람발간위원회, 1994년
- 김철수 - 대한민국헌정회